# Schermerhorn Building
Le Schermerhorn Building est un édifice historique située au 376-380 Lafayette Street, à l'angle nord-ouest de Great Jones Street, dans le quartier NoHo de Manhattan à New York. Il a été construit en 1888-1889 par William C. Schermerhorn sur le site du manoir Schermerhorn et loué par lui à un fabricant de vêtements pour garçons. Le bâtiment loft de style néo-roman a été conçu par Henry Hardenbergh, architecte du Plaza Hotel et du Dakota Building. Le bâtiment est construit en Brownstone, grès, terre cuite et bois, et possède de fines colonnes en marbre.
Le bâtiment est un monument de la ville de New York depuis 1966  et a été ajouté au registre national des lieux historiques le 28 décembre 1979.